# Plaza Bélgica
La plaza Bélgica es un espacio público localizado en la Avenida San Felipe del sector La Castellana de la urbanización Altamira entre los Edificios Mónaco y Banco de Lara, del Municipio Chacao parte del Estado Miranda, al este de Caracas y al centro norte de Venezuela.
Recibe ese nombre porque se trata de un trabajo conjunto entre la embajada del Reino de Bélgica y el gobierno del Municipio Chacao, inaugurada en el año 2005. En el lugar hay además un busto dedicado al Gran Mariscal de Ayacucho, el General venezolano Antonio José de Sucre cuyo padre era de ascendencia belga.